# Coleophora amseli
Coleophora amseli é uma espécie de mariposa do gênero Coleophora pertencente à família Coleophoridae.